# Złoty Glob dla najlepszej aktorki drugoplanowej
Złote Globy dla najlepszej aktorki drugoplanowej – kategoria Złotych Globów, przyznawana od 1944 roku przez Hollywoodzkie Stowarzyszenie Prasy Zagranicznej.
Laureatki są zaznaczone pogrubionym drukiem. Obok podane są role, za jakie otrzymały nagrodę.

## Lata 40.
1943: Katina Paksinu – Komu bije dzwon jako Pilar
1944: Agnes Moorehead – Pani Parkington jako baronowa Aspasia Conti Alquist
1945: Angela Lansbury – Portret Doriana Graya jako Sibyl Vane
1946: Anne Baxter – Ostrze brzytwy jako Sophie MacDonald
1947: Celeste Holm – Dżentelmeńska umowa jako Anne Dettrey
1948: Ellen Corby – I Remember Mama jako Trina
1949: Mercedes McCambridge – Gubernator jako Sadie Burke

nominacje:
- Miriam Hopkins – Dziedziczka jako Lavinia Penniman

## Lata 50.
1950: Josephine Hull – Harvey jako Veta Louise Simmons

nominacje:
- Judy Holliday – Żebro Adama jako Doris Attinger
- Thelma Ritter – Wszystko o Ewie jako Birdie

1951: Kim Hunter – Tramwaj zwany pożądaniem jako Stella Kowalski

nominacje:
- Lee Grant – Opowieści o detektywie jako Shoplifter
- Thelma Ritter – Mating Season jako Ellen McNulty

1952: Katy Jurado – W samo południe jako Helen Ramirez

nominacje:
- Mildred Dunnock – Viva Zapata! jako pani Espejo
- Gloria Grahame – Piękny i zły jako Rosemary

1953: Grace Kelly – Mogambo jako Linda Nordley
1954: Jan Sterling – Noc nad Pacyfikiem jako Sally McKee
1955: Marisa Pavan – Tatuowana róża jako Rosa Delle Rose
1956: Eileen Heckart – Bad Seed jako Hortense Daigle

nominacje:
- Mildred Dunnock – Laleczka jako Rose Comfort
- Marjorie Main – Przyjacielska perswazja jako wdowa Hudspeth
- Dorothy Malone – Pisane na wietrze jako Marylee Hadley
- Patty McCormack – Bad Seed jako Rhoda Penmark

1957: Elsa Lanchester – Świadek oskarżenia jako pani Plimsoll

nominacje:
- Mildred Dunnock – Peyton Place jako Elsie Thornton
- Hope Lange – Peyton Place jako Selena Cross
- Miyoshi Umeki – Sayonara jako Katsumi
- Heather Sears – Story of Esther Costello jako Esther Costello

1958: Hermione Gingold – Gigi jako madame Alvarez

nominacje:
- Peggy Cass – Ciotka Mame jako Agnes Gooch
- Wendy Hiller – Osobne stoliki jako Pat Cooper
- Maureen Stapleton – Lonelyhearts jako Fay Doyle
- Cara Williams – Ucieczka w kajdanach jako matka Billy’ego

1959: Susan Kohner – Zwierciadło życia jako Sarah Jane (lat 18)

nominacje:
- Edith Evans – Historia zakonnicy jako matka przełożona Emmanuel
- Estelle Hemsley – Take a Giant Step jako babcia Martin
- Juanita Moore – Zwierciadło życia jako Annie Johnson
- Shelley Winters – Pamiętnik Anny Frank jako Petronella Van Daan

## Lata 60.
1960: Janet Leigh – Psychoza jako Marion Crane

nominacje:
- Ina Balin – Widok z tarasu jako Natalie Benzinger
- Shirley Jones – Elmer Gantry jako Lulu Bains
- Shirley Knight – Ciemność na szczycie schodów jako Reenie Flood
- Mary Ure – Synowie i kochankowie jako Clara Dawes

1961: Rita Moreno – West Side Story jako Anita

nominacje:
- Fay Bainter – Niewiniątka jako Amelia Tilford
- Judy Garland – Wyrok w Norymberdze jako Irene Hoffman Wallner
- Lotte Lenya – Rzymska wiosna pani Stone jako Contessa
- Pamela Tiffin – Raz, dwa, trzy jako Scarlett Hazeltine

1962: Angela Lansbury – Przeżyliśmy wojnę jako pani Iselin

nominacje:
- Patty Duke – Cudotwórczyni jako Helen Keller
- Hermione Gingold – Muzyk jako Eulalie Mackechnie Shinn
- Shirley Knight – Słodki ptak młodości jako Heavenly Finley
- Susan Kohner – Doktor Freud jako Martha Freud
- Gabriella Pallotta – Gołąb, który ocalił Rzym jako Rosalba Massimo
- Martha Raye – Bajeczny cyrk Billy Rose jako Lulu
- Kaye Stevens – Interns jako Didi Loomis
- Jessica Tandy – Przygody młodego człowieka jako pani Adams
- Tarita – Bunt na Bounty jako Maimiti

1963: Margaret Rutherford – Z życia VIP-ów jako księżna Brighton

nominacje:
- Diane Baker – Nagroda jako Emily Stratman
- Joan Greenwood – Przygody Toma Jonesa jako pani Western
- Wendy Hiller – Toys in the Attic jako Anna Berniers
- Linda Marsh – Ameryka, Ameryka jako Thomna Sinnikoglou
- Patricia Neal – Hud, syn farmera jako Alma Brown
- Liselotte Pulver – Międzynarodowa sprawa jako Sonya
- Lilia Skala – Polne lilie jako matka Maria

1964: Agnes Moorehead – Nie płacz, Charlotto jako Velma Cruther

nominacje:
- Elizabeth Ashley – Rogate dusze jako Monica Winthrop
- Grayson Hall – Noc iguany jako Judith Fellowes
- Lila Kedrova – Grek Zorba jako madame Hortense
- Ann Sothern – Ten najlepszy jako Sue Ellen Gamadge

1965: Ruth Gordon – Ciemna strona sławy jako matka Daisy

nominacje:
- Joan Blondell – Cincinatti Kid jako lady Fingers
- Joyce Redman – Otello jako Emilia
- Thelma Ritter – Boeing Boeing jako Bertha
- Peggy Wood – Dźwięki muzyki jako matka Abbess

1966: Jocelyne LaGarde – Hawaje jako królowa Malama

nominacje:
- Sandy Dennis – Kto się boi Virginii Woolf? jako Honey
- Vivien Merchant – Alfie jako Lily
- Geraldine Page – Jesteś już mężczyzną jako Margery Chanticleer
- Shelley Winters – Alfie jako Ruby

1967: Carol Channing – Na wskroś nowoczesna Millie jako Muzzy

nominacje:
- Quentin Dean – W upalną noc jako Leslie Colbert
- Lillian Gish – Haiti – wyspa przeklęta jako pani Smith
- Lee Grant – W upalną noc jako Delores Purdy
- Prunella Ransome – Z dala od zgiełku jako Fanny Robin
- Beah Richards – Zgadnij, kto przyjdzie na obiad jako pani Prentice

1968: Ruth Gordon – Dziecko Rosemary jako Minnie Castevet

nominacje:
- Barbara Hancock – Tęcza Finiana jako Cicha Susan
- Abbey Lincoln – Z miłości do Ivy jako Ivy Moore
- Sondra Locke – Serce to samotny myśliwy jako Mick
- Jean Merrow – Lew w zimie jako Alais

1969: Goldie Hawn – Kwiat kaktusa jako Toni Simmons

nominacje:
- Marianne McAndrew – Hello, Dolly! jako Irene Molloy
- Siân Phillips – Do widzenia, panie Chips jako Ursula Mossbank
- Brenda Vaccaro – Nocny kowboj jako Shirley
- Susannah York – Czyż nie dobija się koni? jako Alice LeBlanc

## Lata 70.
1970: nagroda ex aequo:
- Karen Black – Pięć łatwych utworów jako Rayette Dipesto
- Maureen Stapleton – Port lotniczy jako Inez Guerrero

nominacje:
- Faye Dunaway – Zagadka dziecka klęski jako Lou Andreas Sand
- Glenda Jackson – Zakochane kobiety jako Gudrun Brangwen
- Melina Mercouri – Obietnica poranka jako Nina Kacew
- Sarah Miles – Córka Ryana jako Rosy Ryan

1971: Ann-Margret – Porozmawiajmy o kobietach jako Bobbie

nominacje:
- Dyan Cannon – Such Good Friends jako Julie Messinger
- Glenda Jackson – Ta przeklęta niedziela jako Alex Greville
- Vanessa Redgrave – Maria, królowa Szkotów jako Maria I Stuart
- Jessica Walter – Zagraj dla mnie, Misty jako Evelyn Draper

1972: Shelley Winters – Tragedia „Posejdona” jako Belle Rosen

nominacje:
- Diana Ross – Lady śpiewa bluesa jako Billie Holiday
- Cicely Tyson – Sounder jako Rebecca Morgan
- Trish Van Devere – One Is a Lonely Number jako Aimee Brower
- Tuesday Weld – Play It As It Lays jako Maria Wyeth Lang
- Joanne Woodward – Bezbronne nagietki jako Beatrice

1973: Linda Blair – Egzorcysta jako Regan MacNeil

nominacje:
- Ellen Burstyn – Egzorcysta jako Chris MacNeil
- Barbra Streisand – Tacy byliśmy jako Katie Morosky
- Elizabeth Taylor – Środa popielcowa jako Barbara Sawyer
- Joanne Woodward – Letnie życzenia, zimowe marzenia jako Rita Walden

1974: Karen Black – Wielki Gatsby jako Myrtle Wilson

nominacje:
- Ellen Burstyn – Alicja już tu nie mieszka jako Alice Hyatt
- Faye Dunaway – Chinatown jako Evelyn Cross Mulwray
- Valerie Perrine – Lenny jako Honey Bruce
- Liv Ullmann – Sceny z życia małżeńskiego jako Marianne

1975: Brenda Vaccaro – Bez zobowiązań jako Linda Riggs

nominacje:
- Karen Black – Dzień szarańczy jako Faye Greener
- Faye Dunaway – Trzy dni Kondora jako Kathy Hale
- Marilyn Hassett – The Other Side of the Mountain jako Jill Kinmont
- Glenda Jackson – Hedda jako Hedda Gabler

1976: Katharine Ross – Przeklęty rejs jako Mira Hauser

nominacje:
- Glenda Jackson – The Incredible Sarah jako Sarah Bernhardt
- Sarah Miles – Żeglarz, który utracił łaski morza jako Anne Osborne
- Talia Shire – Rocky jako Adrien Pennino
- Liv Ullmann – Twarzą w twarz jako dr Jenny Isaksson

1977: Vanessa Redgrave – Julia jako Julia

nominacje:
- Anne Bancroft – Punkt zwrotny jako Emma Jacklin
- Diane Keaton – W poszukiwaniu idealnego kochanka jako Theresa Dunn
- Kathleen Quinlan – Nigdy nie obiecywałem ci ogrodu pełnego róż jako Deborah Blake
- Gena Rowlands – Premiera jako Myrtle Gordon

1978: Dyan Cannon – Niebiosa mogą zaczekać jako Julia Farnsworth

nominacje:
- Ingrid Bergman – Jesienna sonata jako Charlotte Andergast
- Jill Clayburgh – Niezamężna kobieta jako Erica
- Glenda Jackson – Stevie jako Stevie Smith
- Geraldine Page – Wnętrza jako Eve

1979: Meryl Streep – Sprawa Kramerów jako Joanna Kramer

nominacje:
- Jill Clayburgh – Księżyc jako Caterina Silveri
- Lisa Eichhorn – Jankesi jako Jean Moreton
- Jane Fonda – Chiński syndrom jako Kimberly Wells
- Marsha Mason – Obietnica ciemności jako dr Alexandra Kendall

## Lata 80.
1980: Mary Steenburgen – Melvin i Howard jako Lynda Dummar

nominacje:
- Lucie Arnaz – Jazz Singer jako Ryfka Rabinowitcz
- Beverly D’Angelo – Córka górnika jako Patsy Cline
- Cathy Moriarty – Wściekły Byk jako Vikki LaMotta
- Debra Winger – Miejski kowboj jako Sissy

1981: Joan Hackett – Tylko gdy się śmieję jako Toby

nominacje:
- Jane Fonda – Nad złotym stawem jako Chelsea Thayer Wayne
- Kristy McNichol – Tylko gdy się śmieję jako Polly
- Maureen Stapleton – Czerwoni jako Emma Goldman
- Mary Steenburgen – Ragtime jako Evelyn Nesbit

1982: Jessica Lange – Tootsie jako Julie Nichols

nominacje:
- Cher – Wróć, Jimmy Deanie jako Sissy
- Lainie Kazan – Mój najlepszy rok jako Belle Carroca
- Kim Stanley – Frances jako Lillian Farmer
- Lesley Ann Warren – Victor/Victoria jako Norma Cassady

1983: Cher – Silkwood jako Dolly Pelliker

nominacje:
- Bárbara Carrera – Nigdy nie mów nigdy jako Fatima Blush
- Tess Harper – Pod czułą kontrolą jako Rosa Lee
- Linda Hunt – Rok niebezpiecznego życia jako Billy Kwan
- Joanna Pacuła – Park Gorkiego jako Irina Asanowa

1984: Peggy Ashcroft – Podróż do Indii jako pani Moore

nominacje:
- Drew Barrymore – Różnice nie do pogodzenia jako Casey Brodsky
- Kim Basinger – Urodzony sportowiec jako Memo Paris
- Jacqueline Bisset – Pod wulkanem jako Yvonne Firmin
- Melanie Griffith – Świadek mimo woli jako Holly Body
- Christine Lahti – Szybka zmiana jako Hazel
- Lesley Ann Warren – Tekściarz jako Gilda

1985: Meg Tilly – Tajemnica klasztoru Marii Magdaleny jako siostra Agnes

nominacje:
- Sônia Braga – Pocałunek kobiety pająka jako Leni Lamaison/Marta/Kobieta Pająk
- Anjelica Huston – Honor Prizzich jako Maerose Prizzi
- Amy Madigan – Dwa razy w życiu jako Sunny
- Kelly McGillis – Świadek jako Rachel Lapp
- Oprah Winfrey – Kolor purpury jako Sofia

1986: Maggie Smith – Pokój z widokiem jako Charlotte Bartlett

nominacje:
- Linda Kozlowski – Krokodyl Dundee jako Sue Charlton
- Mary Elizabeth Mastrantonio – Kolor pieniędzy jako Carmen
- Cathy Tyson – Mona Lisa jako Simone
- Dianne Wiest – Hannah i jej siostry jako Holly

1987: Olympia Dukakis – Wpływ księżyca jako Rose Castorini

nominacje:
- Norma Aleandro – Gaby. Historia prawdziwa jako Florencia
- Anne Archer – Fatalne zauroczenie jako Beth Gallagher
- Anne Ramsey – Wyrzuć mamę z pociągu jako Mama
- Vanessa Redgrave – Nadstaw uszu jako Peggy Ramsay

1988: Sigourney Weaver – Pracująca dziewczyna jako Katharine Parker

nominacje:
- Sônia Braga – Dyktator z Paradoru jako Madonna Mendez
- Barbara Hershey – Ostatnie kuszenie Chrystusa jako Maria Magdalena
- Lena Olin – Nieznośna lekkość bytu jako Sabina
- Diane Venora – Bird jako Chan Parker

1989: Michelle Pfeiffer – Wspaniali bracia Baker jako Susie Diamond

nominacje:
- Bridget Fonda – Skandal jako Mandy Rice-Davies
- Brenda Fricker – Moja lewa stopa jako pani Brown
- Laura San Giacomo – Seks, kłamstwa i kasety wideo jako Cynthia Patrice Bishop
- Dianne Wiest – Spokojnie, tatuśku jako Helen Buckman

## Lata 90.
1990: Whoopi Goldberg – Uwierz w ducha jako Oda Mae Brown

nominacje:
- Lorraine Bracco – Chłopcy z ferajny jako Karen Hill
- Diane Ladd – Dzikość serca jako Marietta Fortune
- Shirley MacLaine – Pocztówki znad krawędzi jako Doris Mann
- Mary McDonnell – Tańczący z wilkami jako Stands With A Fist
- Winona Ryder – Syreny jako Charlotte Flax

1991: Mercedes Ruehl – Fisher King jako Anne Napolitano

nominacje:
- Nicole Kidman – Billy Bathgate jako Drew Preston
- Diane Ladd – Historia Rose jako matka
- Juliette Lewis – Przylądek strachu jako Danielle Bowden
- Jessica Tandy – Smażone zielone pomidory jako Ninny Threadgoode

1992: Joan Plowright – Czarowny kwiecień jako pani Fisher

nominacje:
- Geraldine Chaplin – Chaplin jako Hannah Chaplin
- Judy Davis – Mężowie i żony jako Sally
- Miranda Richardson – Skaza jako Ingrid Fleming
- Alfre Woodard – Wygrać z losem jako Chantelle

1993: Winona Ryder – Wiek niewinności jako May Welland

nominacje:
- Penelope Ann Miller – Życie Carlita jako Gail
- Anna Paquin – Fortepian jako Flora McGrath
- Rosie Perez – Bez lęku jako Carla Rodrigo
- Emma Thompson – W imię ojca jako Gareth Peirce

1994: Dianne Wiest – Strzały na Broadwayu jako Helen Sinclair

nominacje:
- Kirsten Dunst – Wywiad z wampirem jako Claudia
- Sophia Loren – Prêt-à-Porter jako Isabella de la Fontaine
- Robin Wright – Forrest Gump jako Jenny Curran
- Uma Thurman – Pulp Fiction jako Mia Wallace

1995: Mira Sorvino – Jej wysokość Afrodyta jako Linda Ash

nominacje:
- Anjelica Huston – Obsesja jako Mary
- Kathleen Quinlan – Apollo 13 jako Marilyn Lovell
- Kyra Sedgwick – Miłosna rozgrywka jako Emma Rae King
- Kate Winslet – Rozważna i romantyczna jako Marianne Dashwood

1996: Lauren Bacall – Miłość ma dwie twarze jako Hannah Morgan

nominacje:
- Joan Allen – Czarownice z Salem jako Elizabeth Proctor
- Juliette Binoche – Angielski pacjent jako Hana
- Barbara Hershey – Portret damy jako Serena Merle
- Marianne Jean-Baptiste – Sekrety i kłamstwa jako Hortense Cumberbatch
- Marion Ross – Czułe słówka: ciąg dalszy jako Rosie Dunlop

1997: Kim Basinger – Tajemnice Los Angeles jako Lynn Bracken

nominacje:
- Joan Cusack – Przodem do tyłu jako Emily Montgomery
- Julianne Moore – Boogie Nights jako Amber Waves
- Gloria Stuart – Titanic jako Rose Calvert (lat 101)
- Sigourney Weaver – Burza lodowa jako Janey Carver

1998: Lynn Redgrave – Bogowie i potwory jako Hanna

nominacje:
- Kathy Bates – Barwy kampanii jako Libby Holden
- Brenda Blethyn – O mały głos jako Mari Hoff
- Judi Dench – Zakochany Szekspir jako królowa Elżbieta I
- Sharon Stone – Potężny i szlachetny jako Gwen Dillon

1999: Angelina Jolie – Przerwana lekcja muzyki jako Lisa Rowe

nominacje:
- Cameron Diaz – Być jak John Malkovich jako Lotte Schwartz
- Catherine Keener – Być jak John Malkovich jako Maxine Lund
- Samantha Morton – Słodki drań jako Hattie
- Natalie Portman – Wszędzie byle nie tu jako Ann August
- Chloë Sevigny – Nie czas na łzy jako Lana Tisedale

## 2000–2009
2000: Kate Hudson – U progu sławy jako Penny Lane

nominacje:
- Judi Dench – Czekolada jako Armande Voizin
- Frances McDormand – U progu sławy jako Elaine Miller
- Julie Walters – Billy Elliot jako pani Wilkinson
- Catherine Zeta-Jones – Traffic jako Helena Ayala

2001: Jennifer Connelly – Piękny umysł jako Alicia Nash

nominacje:
- Cameron Diaz – Vanilla Sky jako Julie Gianni
- Helen Mirren – Gosford Park jako pani Wilson
- Maggie Smith – Gosford Park jako Constance, hrabina Trentham
- Marisa Tomei – Za drzwiami sypialni jako Natalie Strout
- Kate Winslet – Iris jako Iris Murdoch (młoda)

2002: Meryl Streep – Adaptacja jako Susan Orlean

nominacje:
- Kathy Bates – Schmidt jako Roberta Hertzel
- Cameron Diaz – Gangi Nowego Jorku jako Jenny Everdeane
- Queen Latifah – Chicago jako Matron „Mama” Morton
- Susan Sarandon – Ucieczka od życia jako Mimi Slocumb

2003: Renée Zellweger – Wzgórze nadziei jako Ruby Thewes

nominacje:
- Maria Bello – Cooler jako Natalie Belisario
- Patricia Clarkson – Wizyta u April jako Joy Burns
- Hope Davis – Amerykański splendor jako Joyce Brabner
- Holly Hunter – Trzynastka jako Melanie „Mel” Freeland

2004: Natalie Portman – Bliżej jako Alice Ayres

nominacje:
- Cate Blanchett – Aviator jako Katharine Hepburn
- Laura Linney – Kinsey jako Clara McMillen
- Virginia Madsen – Bezdroża jako Maya Randall
- Meryl Streep – Kandydat jako Eleanor Shaw

2005: Rachel Weisz – Wierny ogrodnik jako Tessa Quayle

nominacje:
- Scarlett Johansson – Wszystko gra jako Nola Rice
- Shirley MacLaine – Siostry jako Ella Hirsch
- Frances McDormand – Daleka północ jako Glory Dodge
- Michelle Williams – Tajemnica Brokeback Mountain jako Alma Beers del Mar

2006: Jennifer Hudson – Dreamgirls jako Effie White

nominacje:
- Adriana Barraza – Babel jako Amelia
- Cate Blanchett – Notatki o skandalu jako Sheba Hart
- Emily Blunt – Diabeł ubiera się u Prady jako Emily Charlton
- Rinko Kikuchi – Babel jako Chieko

2007: Cate Blanchett – I’m Not There. Gdzie indziej jestem jako Jude

nominacje:
- Julia Roberts – Wojna Charliego Wilsona jako Joanne Herring
- Saoirse Ronan – Pokuta jako Briony Tallis (lat 13)
- Amy Ryan – Gdzie jesteś, Amando? jako Helene McCready
- Tilda Swinton – Michael Clayton jako Karen Crowder

2008: Kate Winslet – Lektor jako Hanna Schmitz

nominacje:
- Amy Adams – Wątpliwość jako siostra James
- Penélope Cruz – Vicky Cristina Barcelona jako Maria Elena
- Viola Davis – Wątpliwość jako pani Muller
- Marisa Tomei – Zapaśnik jako Cassidy

2009: Mo’Nique – Hej, skarbie jako Mary Lee Jones

nominacje:
- Penélope Cruz – Dziewięć jako Carla Albanese
- Vera Farmiga – W chmurach jako Alex Goran
- Anna Kendrick – W chmurach jako Natalie Keener
- Julianne Moore – Samotny mężczyzna jako Charley

## 2010–2019
2010: Melissa Leo – Fighter jako Alice Ward

nominacje:
- Amy Adams – Fighter jako Charlene Fleming
- Helena Bonham Carter – Jak zostać królem jako Królowa Elżbieta
- Mila Kunis – Czarny łabędź jako Lily
- Jacki Weaver – Królestwo zwierząt jako Janine „Smurf” Cody

2011: Octavia Spencer – Służące jako Minny Jackson

nominacje:
- Jessica Chastain – Służące jako Celia Foote
- Bérénice Bejo – Artysta jako Peppy Miller
- Shailene Woodley – Spadkobiercy jako Alexandra King
- Janet McTeer – Albert Nobbs jako Hubert Page

2012: Anne Hathaway – Les Misérables. Nędznicy jako Fantyna

nominacje:
- Amy Adams – Mistrz jako Peggy Dodd
- Sally Field – Lincoln jako Mary Todd Lincoln
- Helen Hunt – Sesje jako Cheryl Cohen-Greene
- Nicole Kidman – Pokusa jako Charlotte Bless

2013: Jennifer Lawrence – American Hustle jako Rosalyn Rosenfeld

nominacje:
- Sally Hawkins – Blue Jasmine jako Ginger
- Lupita Nyong’o – Zniewolony. 12 Years a Slave jako Patsey
- Julia Roberts – Sierpień w hrabstwie Osage jako Barbara Weston-Fordham
- June Squibb – Nebraska jako Kate Grant

2014: Patricia Arquette – Boyhood jako Olivia Evans

nominacje:
- Jessica Chastain – Rok przemocy jako Anna Morales
- Keira Knightley – Gra tajemnic jako Joan Clarke
- Emma Stone – Birdman jako Sam Thomson
- Meryl Streep – Tajemnice lasu jako Wiedźma

2015: Kate Winslet – Steve Jobs jako Joanna Hoffman

nominacje:
- Jane Fonda – Młodość jako Brenda Morel
- Jennifer Jason Leigh – Nienawistna ósemka jako Daisy Domergue
- Helen Mirren – Trumbo jako Hedda Hopper
- Alicia Vikander – Ex Machina jako Ava

2016: Viola Davis – Płoty jako Rose Maxson

nominacje:
- Naomie Harris – Moonlight jako Paula
- Nicole Kidman – Lion. Droga do domu jako Sue Brierley
- Octavia Spencer – Ukryte działania jako Dorothy Vaughan
- Michelle Williams – Manchester by the Sea jako Randi Chandler

2017: Allison Janney – Jestem najlepsza. Ja, Tonya jako  LaVona Golden

nominacje:
- Octavia Spencer – Kształt wody jako Zelda
- Laurie Metcalf – Lady Bird jako Marion McPherson
- Hong Chau – Pomniejszenie jako Ngoc Lan Tran
- Mary J. Blige – Mudbound jako Florence Jackson

2018: Regina King – Gdyby ulica Beale umiała mówić jako Sharon Rivers

nominacje:
- Amy Adams – Vice jako Lynne Cheney
- Claire Foy – Pierwszy człowiek jako Janet Shearon Armstrong
- Emma Stone – Faworyta jako Abigail Hill
- Rachel Weisz – Faworyta jako Sarah Churchill

2019: Laura Dern – Historia małżeńska jako Nora Fanshaw

nominacje:
- Margot Robbie – Gorący temat jako Kayla Pospisil
- Annette Bening – Raport jako Dianne Feinstein
- Kathy Bates – Richard Jewell jako Bobbi Jewell
- Jennifer Lopez – Ślicznotki jako Ramona

## 2020–2029
2020: Jodie Foster  – Mauretańczyk jako Nancy Hollander

nominacje:
- Glenn Close  – Elegia dla bidoków jako Bonnie "Mamaw" Vance
- Olivia Colman  – Ojciec jako Anne
- Amanda Seyfried  – Mank jako Marion Davies
- Helena Zengel  – Nowiny ze świata jako Johanna Leonberger

2021: Ariana DeBose – West Side Story jako Anita
nominacje:
- Caitriona Balfe – Belfast jako Mama
- Aunjanue Ellis – King Richard: Zwycięska rodzina jako Oracene „Brandy” Williams
- Kirsten Dunst – Psie pazury jako Rose
- Ruth Negga – Pomiędzy jako Clare Kendry